# بوگلیولی
بوگلیولی (انگلیسی: Boglioli) شرکت کالای لوکس ایتالیایی است، که در سال ۱۹۷۴ تأسیس شد.